# أساطير سمشيان
الأساطير السِّمشيانيَّة(ملاحظة) (بالإنجليزية: Tsimshian mythology)‏ هي أساطير شعب سمشيان [الإنجليزية]، وهم السكان الأصليين في كندا وقبيلة أمريكية أصلية في الولايات المتحدة. يعيش غالبية سكان سمشيان في كولومبيا البريطانية، بينما يعيش الآخرون في ألاسكا.
عُرفت الأسطورة السمشيانية من خلال التداول الشفاهي لها بين السمشيانيين. حيث إنَّ «آدوکس Adaox»، وهو نمط سردي بأرواح حيوانية ولكن بشكل بشري، تروي الأساطير الأصلية عن العالم. وأمَّا مفهوم تحول أرواح الحيوان إلى بشر فهي منتشرة انتشارًا كبيرًا بين سكان أمريكا الأصليين، ومرتبطة بأساطير سردية معينة عن العالم قبل أن يقطنه البشر.

## معرض صور

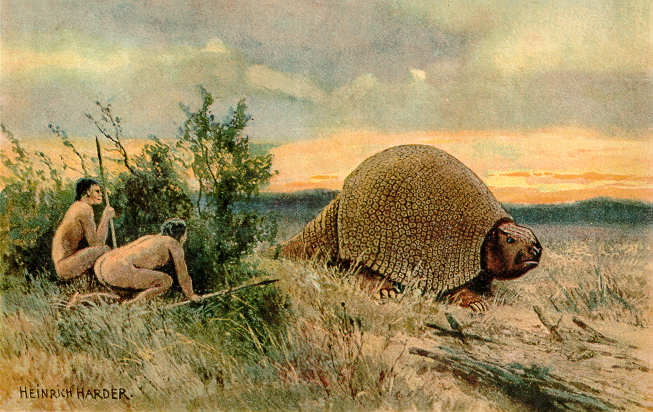
رسم توضيحي للسكان الأصليين وهم يصطادون غليبتودون.
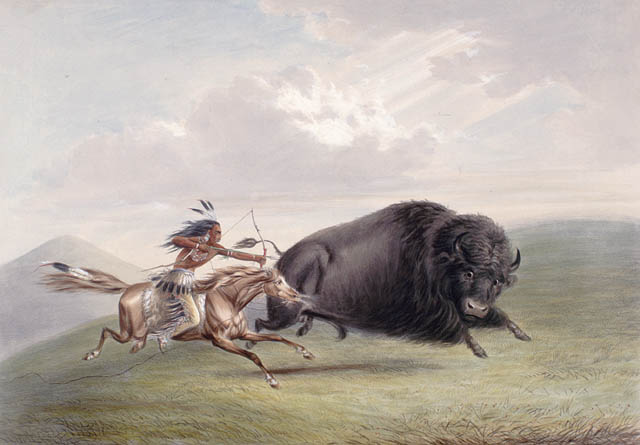
مطاردة البيسون يصورها جورج كاتلين.
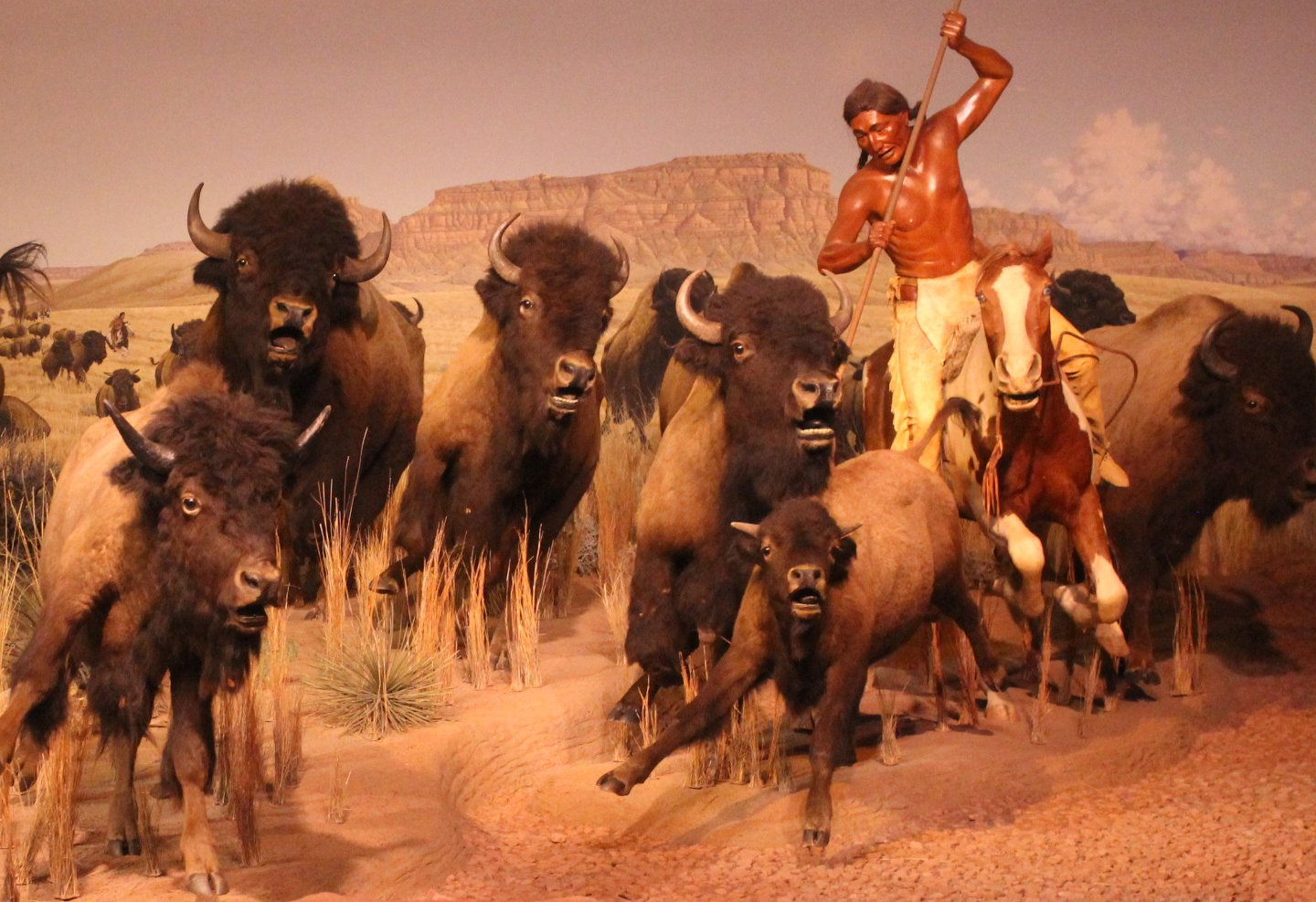
مطاردة حيوان البيسون من قبل أحد السكان الأصليين.
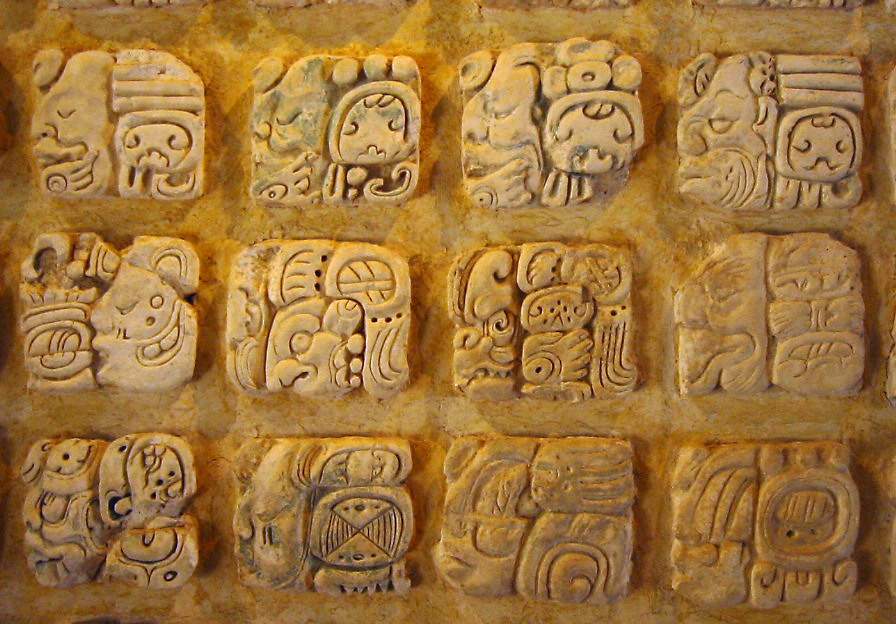
صورعلى الجص من المايا في متحف سيتيو في بالينكو، المكسيك.
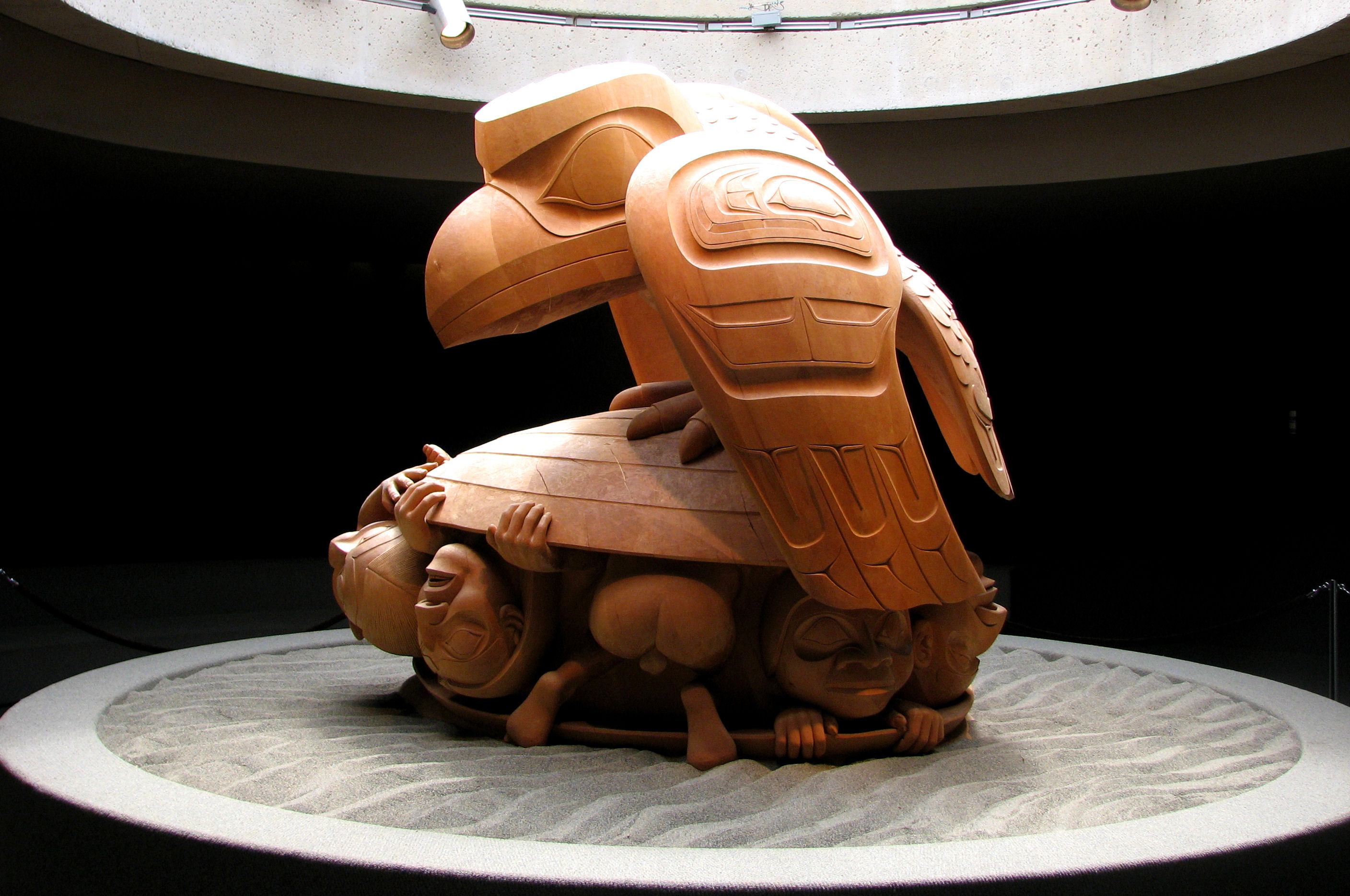
الغراب والرجل الأول. يمثل الغراب شخصية المحتال المشترك في العديد من الأساطير.
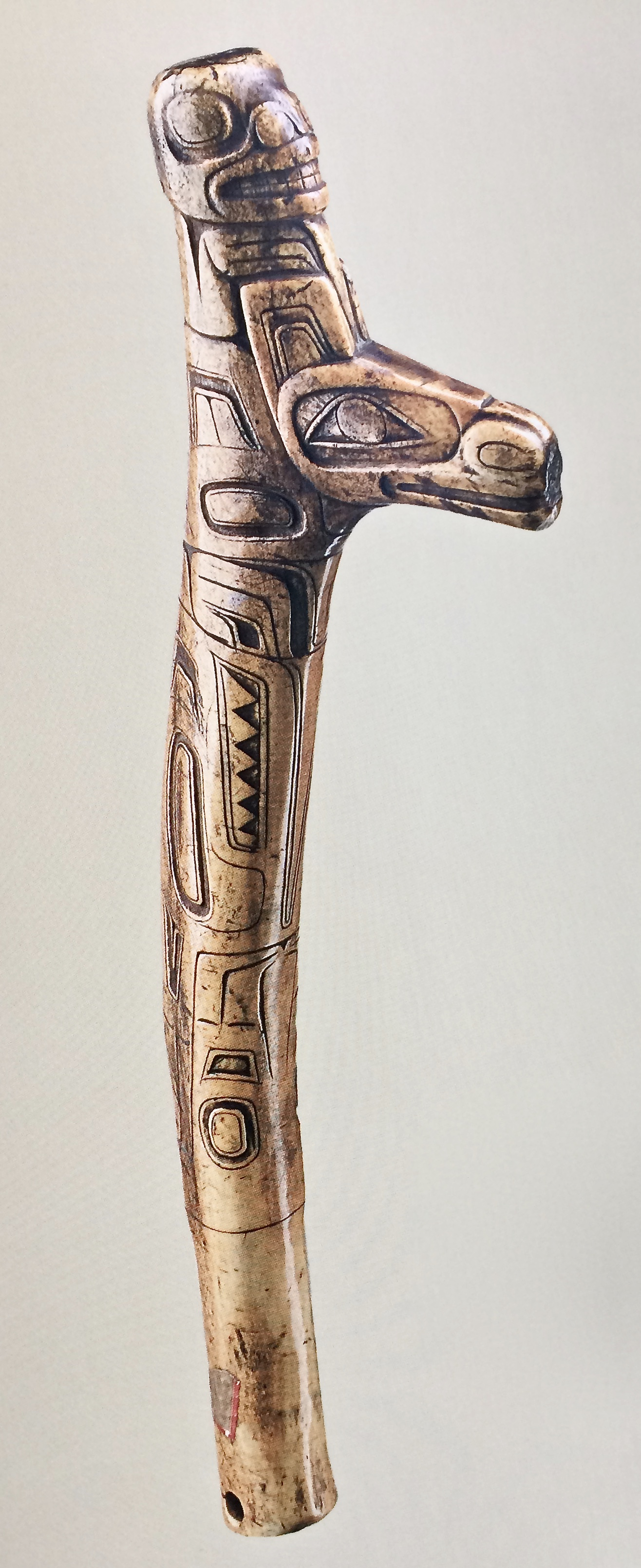
قرن وعل منحوت من سنة 1750.